# Jimmy Durmaz
Jimmy Touma Durmaz, nach einigen Quellen auch Jakup Jimmy Durmaz, (* 22. März 1989 in Örebro als Jimmy Touma) ist ein schwedischer Fußballspieler. Der Mittelfeldspieler, der mit den schwedischen Fußballspielern Sharbel Touma und David Durmaz verwandt ist, debütierte 2011 in der schwedischen A-Nationalmannschaft. Durmaz besitzt wegen der Herkunft seiner Familie aus der Türkei neben der schwedischen auch die türkische Staatsangehörigkeit.

## Werdegang

### Karrierestart in Schweden und Nationalmannschaftsdebüt
Durmaz wuchs als Sohn von aus der Türkei eingewanderten Assyrern unter dem Namen Jimmy Touma in Örebro auf. Dort begann er bei BK Forward mit dem Fußballspielen. Als Sechzehnjähriger rückte er in die Männermannschaft auf, die in der dritten Liga spielte. Mit dem Klub schaffte der Linksfuß 2006 als Tabellendritter der Division 2 Norra Svealand die Qualifikation zur neu eingeführten Ettan.
Im Sommer 2008 wechselte Durmaz zu Malmö FF. Beim in der Allsvenskan antretenden Klub aus Schonen unterschrieb er einen 4½-Jahres-Kontrakt. Am 14. Juli des Jahres debütierte er bei der 2:4-Niederlage gegen Hammarby IF in der ersten Liga, als er für Jeffrey Aubynn eingewechselt wurde. Bis Saisonende kam er in neun Spielen zum Einsatz und empfahl sich für die schwedische U-21-Auswahl, für die er am 27. März 2009 bei der 1:2-Niederlage gegen die belgische Juniorennationalmannschaft debütierte. Im April nahm er den Nachnamen seines Vaters, Durmaz, an. Auch in seiner anschließenden zweiten Erstligaspielzeit kam er lediglich als Einwechselspieler zum Einsatz, im Laufe der Spielzeit 2010 etablierte er sich jedoch als Stammspieler. Nach 27 Saisoneinsätzen gehörte er neben Daniel Larsson, Agon Mehmeti, Jiloan Hamad und Daniel Andersson zu den mit einer Meisterschaftsmedaille ausgezeichneten Spielern. In der Folge nominierte Nationaltrainer Erik Hamrén den vormaligen Nachwuchsnationalspieler bei einem Kurzturnier im Februar auf Zypern für die A-Nationalmannschaft, beim 2:0-Erfolg gegen die zyprische Nationalelf durch Tore von Tobias Hysén und Marcus Berg debütierte er als Einwechselspieler für Ola Toivonen in der 78. Spielminute.
In der anschließenden Allsvenskan-Spielzeit behauptete Durmaz seinen Stammplatz und zog mit der Mannschaft im Europapokal in die Gruppenphase der UEFA Europa League 2011/12 ein, wo sie jedoch chancenlos war und frühzeitig ausschied. Dennoch hatte er sich zum Saisonende in die Landesauswahl zurückgespielt und wurde Mitte Dezember von Hamrén neben etlichen Neulingen – darunter seine Malmöer Mannschaftskameraden Ivo Pękalski und Pontus Jansson – für eine Januartour nach Katar berufen.

### Wechsel ins Ausland
Zur Saison 2012/13 wechselte Durmaz in die türkische Süper Lig zu Gençlerbirliği Ankara. Als türkischer Staatsangehöriger spielte er unter dem Status eines einheimischen Fußballers und belegte keinen Ausländerplatz. Schnell etablierte er sich bei seinem neuen Klub als Stammspieler; mit der Mannschaft um Bogdan Stancu, Ante Kulušić und Radosav Petrović belegte er Tabellenplätze im mittleren Bereich. 2013 kamen mit Mervan Çelik und Anfang 2014 mit Johan Dahlin weitere Schweden zum Klub.
Im August 2014 wechselte Durmaz für eine Ablösesumme von zwei Millionen Euro in die griechische Super League zu Olympiakos Piräus. Bei seinem zweiten Spieleinsatz für seinen neuen Verein erzielte er gegen OFI Kreta sein erstes Tor. Dennoch etablierte er sich zunächst nicht in der Stammformation. Sein einziges Spiel in der Gruppenphase der UEFA Champions League 2014/15 bestritt er als Einwechselspieler bei der 0:2-Niederlage gegen seinen ehemaligen Klub Malmö FF.
Bei der Fußball-Europameisterschaft 2016 in Frankreich wurde er in das schwedische Aufgebot berufen und kam in zwei Gruppenspielen zum Einsatz; das Team schied als Gruppenletzter aus. Ab August 2016 war Durmaz in der französischen Ligue 1 beim FC Toulouse aktiv, bei dem auch sein Nationalmannschaftskollege Ola Toivonen spielte. In seiner ersten Saison absolvierte er 27 Partien (zwei Tore) und belegte mit den Südfranzosen den 13. Tabellenplatz. In der Folgesaison wurde Durmaz in 20 Partien eingesetzt, in denen er drei Tore erzielte, und schloss die reguläre Saison auf dem 18. Tabellenplatz ab, der gleichbedeutend mit den Relegation war, in der sich der FC Toulouse gegen AC Ajaccio durchsetzte und somit den Klassenerhalt schaffte. Währenddessen kam er für die schwedische Nationalmannschaft in der WM-Qualifikation in acht Partien zum Einsatz; als Gruppenzweiter zog Schweden in die Relegation ein, in der sie sich gegen Italien durchsetzten und qualifizierten sich somit für die Weltmeisterschaft 2018 in Russland.
Durmaz wurde von Nationaltrainer Janne Andersson in den schwedischen Kader aufgenommen und kam im Gruppenspiel gegen die deutsche Mannschaft zu einem Einsatz im Turnier. In der Nachspielzeit verursachte er durch ein Foul an Timo Werner einen Freistoß, der zum 2:1-Siegtreffer von Toni Kroos mündete. Daraufhin erhielt er in Sozialen Netzwerken teilweise rassistische Beleidigungen und Morddrohungen, woraufhin sich die schwedische Nationalelf sich mit Durmaz solidarisch zeigte. Der schwedische Fußballverband erstattete Anzeige gegen die Täter.
Am 2. Juli 2019 wechselte Durmaz zu Galatasaray Istanbul und unterschrieb dort einen Dreijahresvertrag. Für die Saison 2020/21 wurde Durmaz an Fatih Karagümrük SK ausgeliehen. Durmaz kehrte nicht zu Galatasaray Istanbul zurück und unterschrieb bei Karagümrük SK einen Zweijahresvertrag.

### Rückkehr nach Schweden
Am 8. Dember 2022 verließ Durmaz dann den Verein und schloss sich kurze Zeit später AIK Solna in der Fotbollsallsvenskan an.

### Erneuter Wechsel in die Türkei
Im Januar 2024 wechselte Durmaz erneut zu Gençlerbirliği Ankara.

## Erfolge
- Schwedischer Meister: 2010
- Griechischer Meister: 2015, 2016
- Griechischer Pokalsieger: 2015
- Türkischer Superpokalsieger: 2019